# Тренувальний день (фільм)
«Тренувальний день» (англ. Training Day) — американський кримінальний трилер 2001 року режисера Антуана Фукуа. У головних ролях Дензел Вашинґтон, Ітан Гоук.
Сценарист — Девід Еєр, продюсером — Джеффрі Сілвер. Уперше фільм продемонстрували 2 вересня 2001 року в Італії на Венеційському кінофестивалі. В Україні у кінопрокаті фільм не демонструвався.

## Сюжет
У свій перший день роботи у відділі боротьби з наркотиками Джейк Гойт отримує в напарники досвідченого ветерана Алонзо. Новачок проходить 24-годинний курс тренування, під час якого дізнається про специфічну філософію свого напарника.

## У ролях
| Актор             | Персонаж         | Роль                                                         |
| ----------------- | ---------------- | ------------------------------------------------------------ |
| Дензел Вашингтон  | Алонзо Гарріс    | детектив відділу боротьби з наркотиками                      |
| Ітан Гоук         | Джейк Гойт       | офіцер відділу боротьби з наркотиками, новий напарник Алонзо |
| Скотт Гленн       | Роджер           | колишній поліцейський, наркодилер                            |
| Том Беренджер     | Стен Ґурські     | поліцейський, один з високих посадовців поліції              |
| Гарріс Юлін       | Даґ Росселлі     | детектив, один з поважних посадовців поліції                 |
| Реймонд Дж. Беррі | Лу Джейкобс      | капітан, один із вищих посадовців поліції                    |
| Кліфф Кертіс      | Смайлі           |                                                              |
| Dr. Dre           | Пол              |                                                              |
| Snoop Dogg        | Блю              |                                                              |
| Мейсі Грей        | дружина Сендмена |                                                              |
| Шарлотта Аянна    | Ліза             |                                                              |
| Єва Мендес        | Сара             |                                                              |

## Сприйняття

### Критика
Фільм мав загалом позитивні відгуки: Rotten Tomatoes дав оцінку 72 % на основі 155 відгуків від критиків (середня оцінка 6,5/10) і 84 % від глядачів із середньою оцінкою 3,6/5 (295,678 голосів). Загалом на сайті фільми має позитивний рейтинг, фільму зарахований «стиглий помідор» від кінокритиків і «попкорн» від глядачів, Internet Movie Database — 7,6/10 (203 426 голосів), Metacritic — 70/100 (34 відгуки критиків) і 8,0/10 від глядачів (117 голосів). Загалом на цьому ресурсі від критиків та глядачів фільм отримав позитивні відгуки.

### Касові збори
Під час показу у США, що почався 5 жовтня 2001 року, протягом першого тижня фільм показали у 2,712 кінотеатрах і він зібрав $22,550,788, що на той час дозволило йому зайняти 1 місце серед усіх тогочасних прем'єр. Фільм зібрав у прокаті у США $76,631,907, а у решті світу $28,244,326, тобто загалом $104,876,233 при бюджеті $45 млн.

### Нагороди і номінації
| Нагороди і номінації фільму «Тренувальний день» | Нагороди і номінації фільму «Тренувальний день»    | Нагороди і номінації фільму «Тренувальний день» | Нагороди і номінації фільму «Тренувальний день» | Нагороди і номінації фільму «Тренувальний день» | Нагороди і номінації фільму «Тренувальний день» |
| Рік                                             | Кінопремія / Кінофестиваль                         | Категорія / Нагорода                            | Номінант                                        | Результат                                       | Дж                                              |
| ----------------------------------------------- | -------------------------------------------------- | ----------------------------------------------- | ----------------------------------------------- | ----------------------------------------------- | ----------------------------------------------- |
| 2001                                            | Спілка кінокритиків Бостона                        | Найкращий актор                                 | Дензел Вашингтон                                | Перемога                                        |                                                 |
| 2001                                            | Los Angeles Film Critics Association Awards        | Найкращий актор                                 | Дензел Вашингтон                                | Перемога                                        |                                                 |
| 2001                                            | New York Film Critics Circle Awards                | Найкращий актор                                 | Дензел Вашингтон                                | 3-тє місце                                      |                                                 |
| 2002                                            | Американський інститут кіномистецтва               | Актор року — чоловік — фільм                    | Дензел Вашингтон                                | Перемога                                        |                                                 |
| 2002                                            | ALMA Awards                                        | Досконалість у макіяжі у кіно і телебаченні     | Кен Діаз, Джей Веджебе                          | Перемога                                        |                                                 |
| 2002                                            | ALMA Awards                                        | Найкраща актриса другого плану в кінофільмі     | Єва Мендес                                      | Номінація                                       |                                                 |
| 2002                                            | 74-та церемонія вручення нагороди «Оскар»          | Найкраща чоловіча роль                          | Дензел Вашингтон                                | Перемога                                        |                                                 |
| 2002                                            | 74-та церемонія вручення нагороди «Оскар»          | Найкраща чоловіча роль другого плану            | Ітан Гоук                                       | Номінація                                       |                                                 |
| 2002                                            | BET Awards                                         | Найкращий актор                                 | Дензел Вашингтон                                | Номінація                                       |                                                 |
| 2002                                            | BMI Film & TV Awards                               | Найкраща музика                                 | Марк Мансіна                                    | Перемога                                        |                                                 |
| 2002                                            | 60-та церемонія вручення нагороди «Золотий глобус» | Найкраща чоловіча роль — драма                  | Дензел Вашингтон                                | Номінація                                       |                                                 |

## Цікаві факти
- Дензел Вашинґтон зіграв у цьому фільмі свою першу негативну роль, за що був удостоєний «Оскара».
- Унаслідок терористичної атаки на Всесвітній торговий центр 11 вересня 2001 року, прем'єра фільму була перенесена на 5 жовтня того ж року.
- Сценарій фільму базується на скандалі, що стався в поліцейському управлінні Лос-Анджелеса в 1998 році. Він був знаний як Рампарт-скандал — за назвою поліцейської дільниці, співробітники якої були звинувачені в численних фактах корупції, фальсифікації доказів і тортурах підозрюваних.
- Режисер хотів зробити фільм якомога реалістичнішим, тому багато сцен знімалися в сумнозвісних кримінальних районах Лос-Анджелеса. Йому навіть доводилося особисто отримувати дозвіл на знімання у деяких вуличних банд. Найчастіше ті охоче погоджувалися.[джерело?]

### Виноски
1. 1 2 3  Training Day: Release Info (англ.). Internet Movie Database. Архів оригіналу за 18 липня 2013. Процитовано 17 вересня 2013.
2. ↑  Training Day (англ.). The Numbers. Архів оригіналу за 9 листопада 2013. Процитовано 17 вересня 2013.
3. 1 2  Training Day (англ.). Box Office Mojo. Архів оригіналу за 3 серпня 2017. Процитовано 17 вересня 2013.
4. 1 2  Training Day (англ.). Internet Movie Database. Архів оригіналу за 24 вересня 2013. Процитовано 17 вересня 2013.
5. ↑  Training Day (англ.). Allmovie. Архів оригіналу за 13 січня 2012. Процитовано 17 вересня 2013. [Архівовано 13 січня 2012 у Wayback Machine.]
6. ↑  Full cast and crew for Training Day (англ.). Internet Movie Database. Архів оригіналу за 21 липня 2013. Процитовано 17 вересня 2013.
7. ↑  Тренировочный день. Премьеры (рос.). КиноПоиск. Процитовано 17 вересня 2013.
8. ↑  Training Day (англ.). Rotten Tomatoes. Архів оригіналу за 1 жовтня 2013. Процитовано 17 вересня 2013.
9. ↑  Training Day (англ.). Metacritic. Архів оригіналу за 13 лютого 2014. Процитовано 17 вересня 2013.
10. ↑  Awards for Training Day (англ.). Internet Movie Database. Архів оригіналу за 9 березня 2013. Процитовано 18 вересня 2013.